# Agriphila
Agriphila är ett släkte av fjärilar som beskrevs av Jacob Hübner 1825. Enligt Catalogue of Life ingår Agriphila i familjen Crambidae, men enligt Dyntaxa är tillhörigheten istället familjen mott.

## Bildgalleri

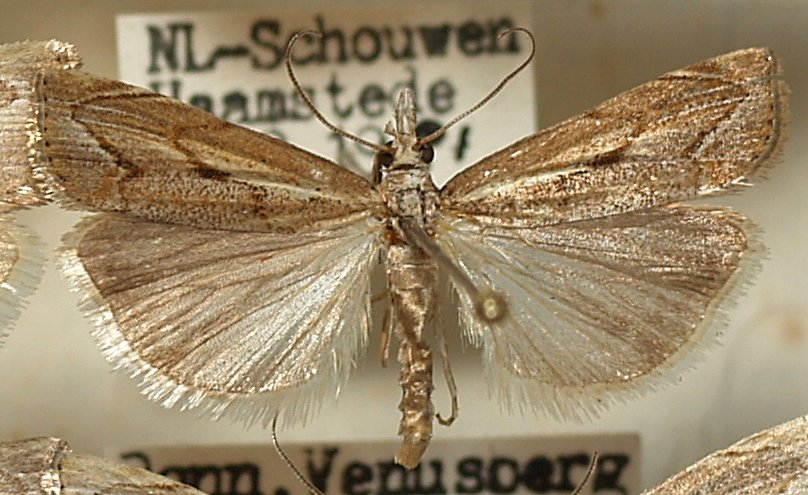
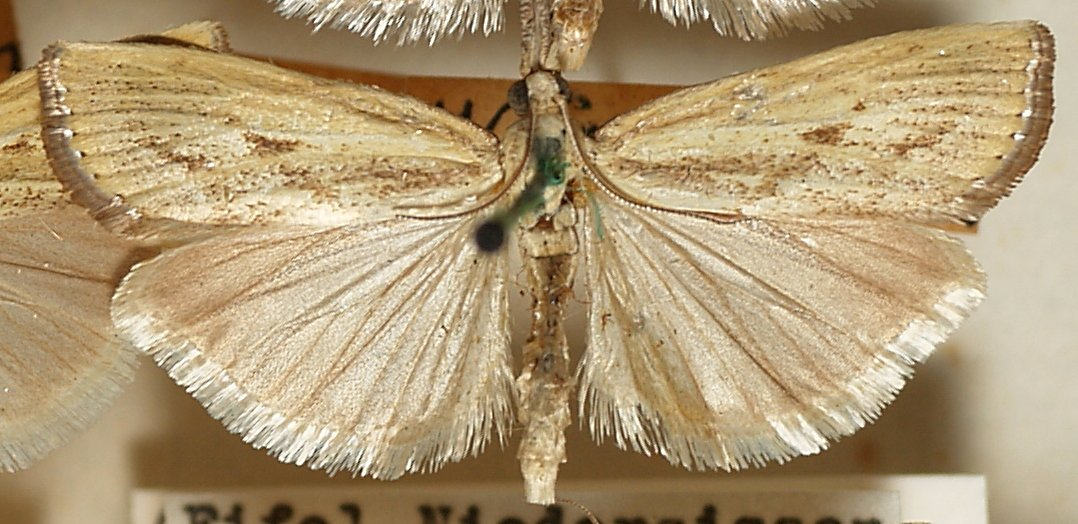
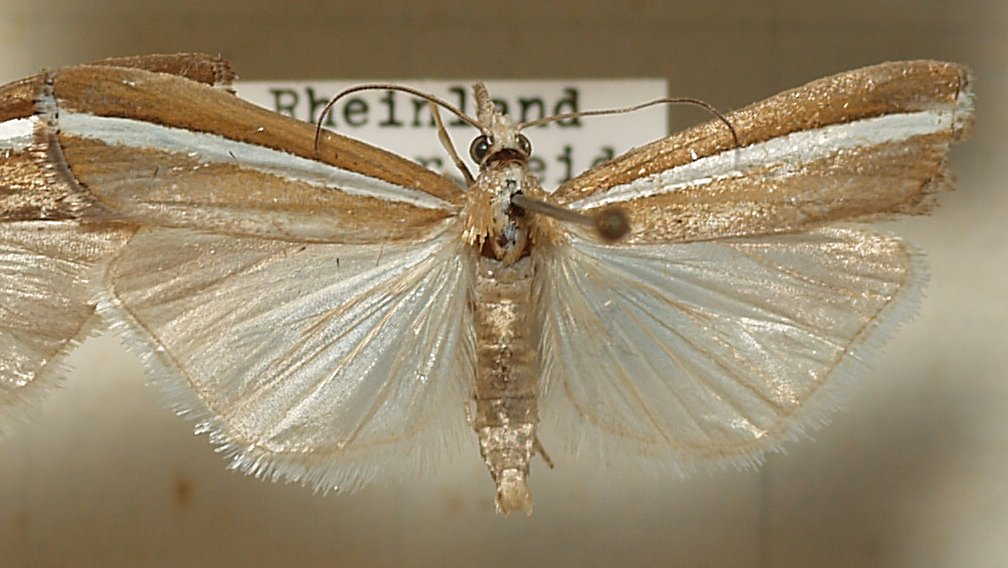
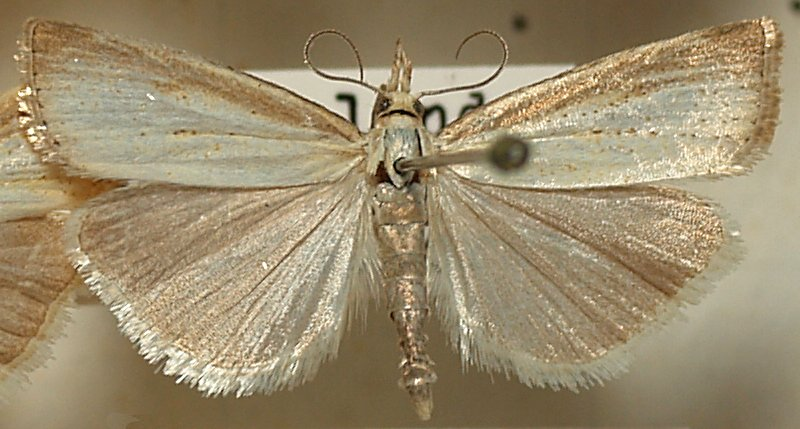
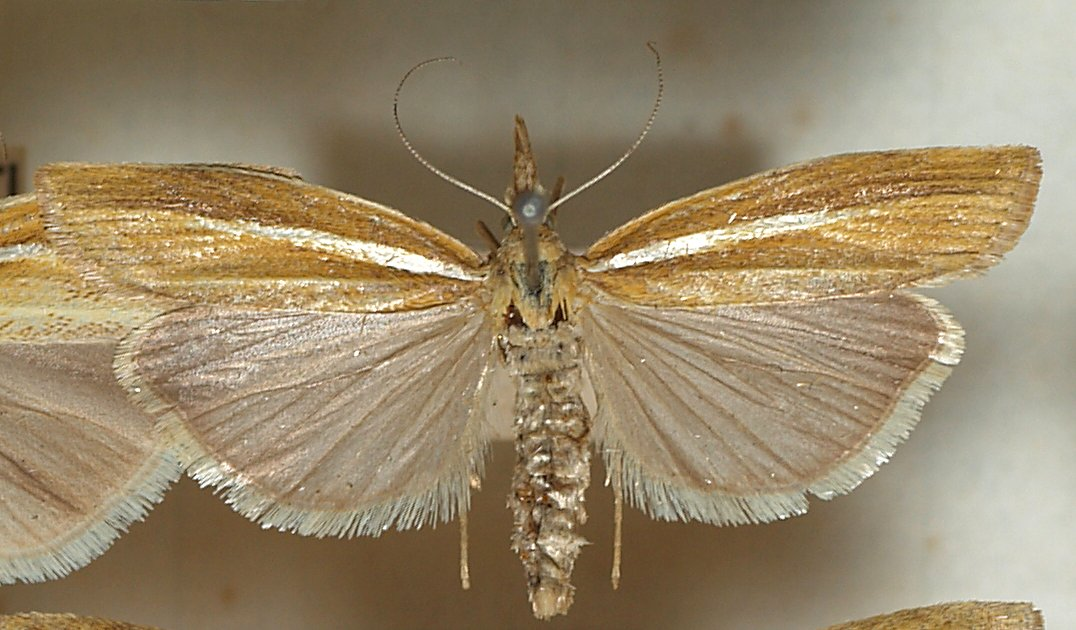
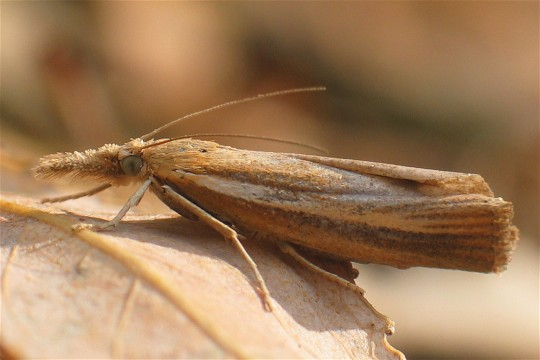

## Dottertaxa tillAgriphila, i alfabetisk ordning[1][2]
- Agriphila aeneociliella
- Agriphila alexandriensis
- Agriphila alpina
- Agriphila amaculellus
- Agriphila ambiguella
- Agriphila amseli
- Agriphila anceps
- Agriphila andalusiellus
- Agriphila angulatellus
- Agriphila angulatus
- Agriphila aquilella
- Agriphila arbustella
- Agriphila argentistrigellus
- Agriphila asiatica
- Agriphila asiaticus
- Agriphila asneri
- Agriphila atlanticus
- Agriphila attenuatus
- Agriphila aurifimbrialis
- Agriphila austellus
- Agriphila behrensellus
- Agriphila beieri
- Agriphila biarmicus
- Agriphila biothanatalis
- Agriphila bipartita
- Agriphila bipunctellus
- Agriphila bivittellus
- Agriphila bleszynskiella
- Agriphila brioniellus
- Agriphila brivitellus
- Agriphila canadellus
- Agriphila canariensis
- Agriphila cernyi
- Agriphila chalybirostris
- Agriphila chneouri
- Agriphila costilpartella
- Agriphila culmalis
- Agriphila culmella
- Agriphila cumea
- Agriphila cyrenaicellus
- Agriphila dalmatinellus
- Agriphila deficiens
- Agriphila deliella
- Agriphila diegonellus
- Agriphila discistrigatus
- Agriphila divisella
- Agriphila divisellus
- Agriphila elbursellus
- Agriphila ericellus
- Agriphila exotalis
- Agriphila ferruginella
- Agriphila flava
- Agriphila flavadivisa
- Agriphila flavellus
- Agriphila fuscatellus
- Agriphila fuscelinellus
- Agriphila fuscinella
- Agriphila geniculea
- Agriphila geniculeusa
- Agriphila graphellus
- Agriphila gueneellus
- Agriphila hertwigae
- Agriphila hispanodeliella
- Agriphila hungaricus
- Agriphila hymalayensis
- Agriphila illatella
- Agriphila immistella
- Agriphila impurellus
- Agriphila indivisellus
- Agriphila inquinatella
- Agriphila josifovi
- Agriphila latistria
- Agriphila latistriusa
- Agriphila lybistidellus
- Agriphila marginatus
- Agriphila marginellus
- Agriphila microselasella
- Agriphila moerens
- Agriphila monica
- Agriphila monotaeniellus
- Agriphila nebrodellus
- Agriphila nevadensis
- Agriphila nigristriellus
- Agriphila obscoenellus
- Agriphila obscurellus
- Agriphila obscurior
- Agriphila osseellus
- Agriphila paganellus
- Agriphila paleatellus
- Agriphila paleea
- Agriphila paleella
- Agriphila pallidus
- Agriphila pelrificea
- Agriphila pelsonius
- Agriphila permixtellus
- Agriphila plumbifimbriellus
- Agriphila poliellus
- Agriphila pseudotristellus
- Agriphila quadrifidellus
- Agriphila reisseri
- Agriphila rotsikuelensis
- Agriphila ruricolellus
- Agriphila sakeyehamanus
- Agriphila satakei
- Agriphila selasella
- Agriphila serenellus
- Agriphila straminella
- Agriphila striga
- Agriphila subarcticellus
- Agriphila subbrioniella
- Agriphila subdivisella
- Agriphila subpaleella
- Agriphila suffusa
- Agriphila sulphurella
- Agriphila suspectellus
- Agriphila tersellus
- Agriphila tolli
- Agriphila trabeatellus
- Agriphila trifidalis
- Agriphila tristella
- Agriphila tristellus
- Agriphila tristis
- Agriphila undatus
- Agriphila unicolorellus
- Agriphila uniformata
- Agriphila uniformellus
- Agriphila vallicolellus
- Agriphila vasilevi
- Agriphila vectifer
- Agriphila vinacella
- Agriphila vulgivagellus